# Panovci
Panovci (mađarski: Úriszék, njemački: Sankt Johann), naselje u slovenskoj Općini Gornjim Petrovcima. Panovci se nalazi u pokrajini Prekomurju i statističkoj regiji Pomurju. 

## Stanovništvo
Prema popisu stanovništva iz 2002. godine naselje je imalo 30 stanovnika.